# MacCarthy Island

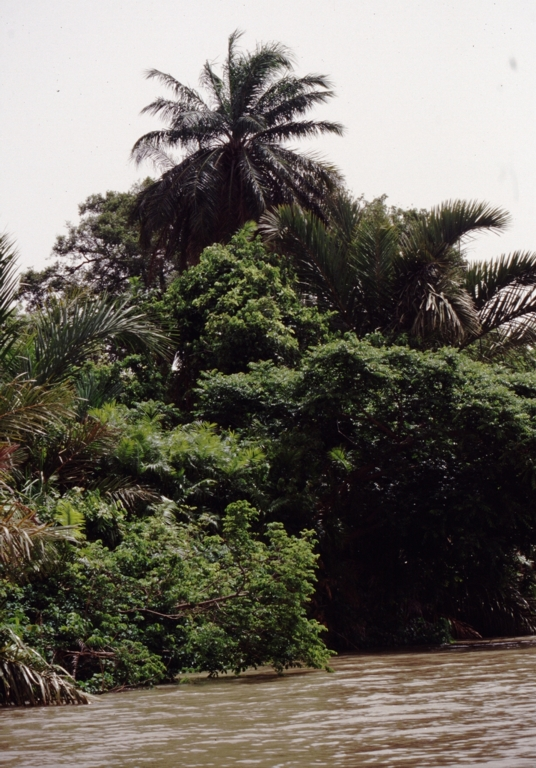
MacCarthy Island – typowa roślinność

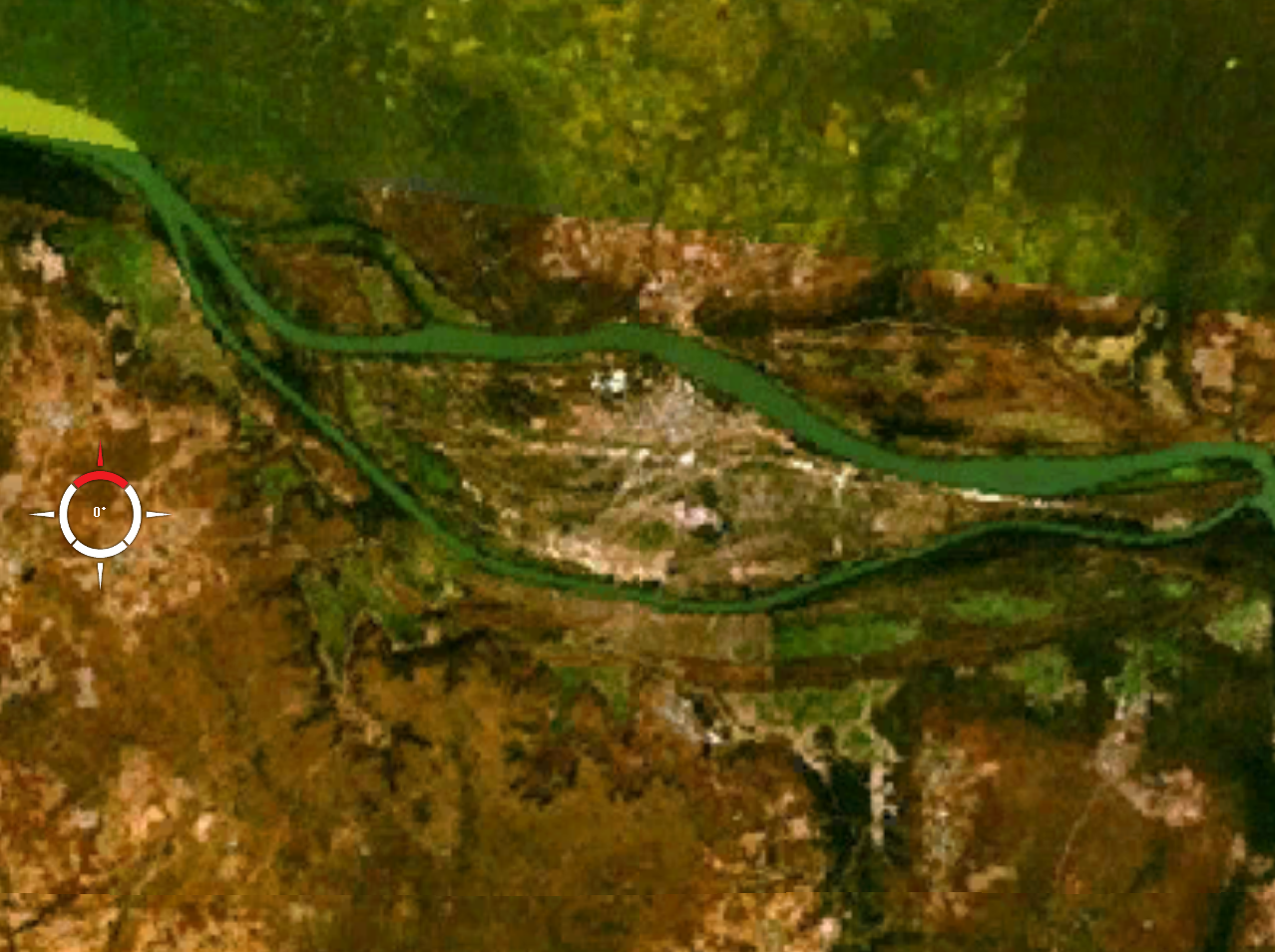
Zdjęcie wyspy z satelity

MacCarthy Island, także: Lemain Island albo Janjanbureh Island – dystrykt oraz niewielka wyspa w środkowej Gambii, położona około 270 km w górę biegu rzeki Gambia w dywizji Central River. Na wyspie położone jest miasto Janjanbureh, znane też pod europejską nazwą Georgetown.

## Historia
Wyspa została po raz pierwszy zasiedlona przez europejskich kupców w XV wieku, jednak ciągłe wojny między miejscowymi plemionami Wulli i Niani uniemożliwiały jej wykorzystanie jako ważnego posterunku handlowego aż do XIX wieku, kiedy Brytyjczycy założyli tu garnizon do ochrony kupców (w historii wyspy istniały tu dwa brytyjskie forty: Fort George i Fort Campbell – obecnie w ruinie). W 1832 roku założono tu miasto Georgetown jako osadę kreolską, która jednak szybko została zasiedlona przez wyzwolonych niewolników z całego kraju. Stopniowo miasto stawało się ważnym ośrodkiem administracyjnym i gospodarczym regionu.